# Serrana (São Paulo)
Serrana, amtlich portugiesisch Município de Serrana, ist eine brasilianische Gemeinde im Bundesstaat São Paulo. Die Bevölkerung wurde vom Statistikamt IBGE zum 1. Juli 2021 auf 46.166 Einwohner geschätzt, die Serranenser genannt werden und auf einer Gemeindefläche von rund 126 km² leben.

## Toponymie
Der Name bedeutet bergig, gebirgig.

## Geographie

### Lage
Serrana ist Teil der Metropolregion Ribeirão Preto (RMRP) und wird als Satellitenstadt von Ribeirão Preto betrachtet, da viele Einwohner in die etwa 20 km entfernte Nachbarstadt pendeln. Die Entfernung zur Hauptstadt São Paulo beträgt 315 km. Sie steht an 159. Stelle der 645 Munizipien des Bundesstaates.
Serrana befindet sich auf dem Breitengrad 21º12'41' Süd und dem Längengrad 47º35'44' West auf einer Höhe von 427 Metern über Normalnull.
Das Biom besteht aus brasilianischem Cerrado und Mata Atlântica.

### Hydrographie
Die Nordgrenze der Gemeinde wird durch den Rio Pardo gebildet.

### Nachbarmunizipien
| Ribeirão Preto |                                             | Altinópolis |
|                | Kompassrose, die auf Nachbargemeinden zeigt |             |
| Cravinhos      |                                             | Serra Azul  |

## Geschichte
1870 erwarb Serafim José do Bem drei Fazendas auf dem damaligen Gebiet von São Simão, die Gegend wurde als Serrinha bekannt. Bis 1912 schenkte er für den Standort eines Dorfes Villa Serrinha insgesamt eine Fläche von 12 Alqueires paulistas (29,04 Hektar oder 0,29 km²), der Ort wurde durch das Staatsgesetz Nr. 1.316 vom 28. August 1912 zu einem Distrikt des Munizips Cravinhos. 1938 wurde Serrinha umbenannt in Serrana. Durch das Staatsgesetz Nr. 233 vom 24. Dezember 1948 wurden Dorf und Distrikt aus Cravinhos als selbständige Gemeinde ausgegliedert, die Unterzeichnung fand am 10. April 1949 durch den Gouverneur Armando Salles de Oliveira statt. 1950 erfolgten die ersten Wahlen für Bürgermeisteramt und Stadtrat.

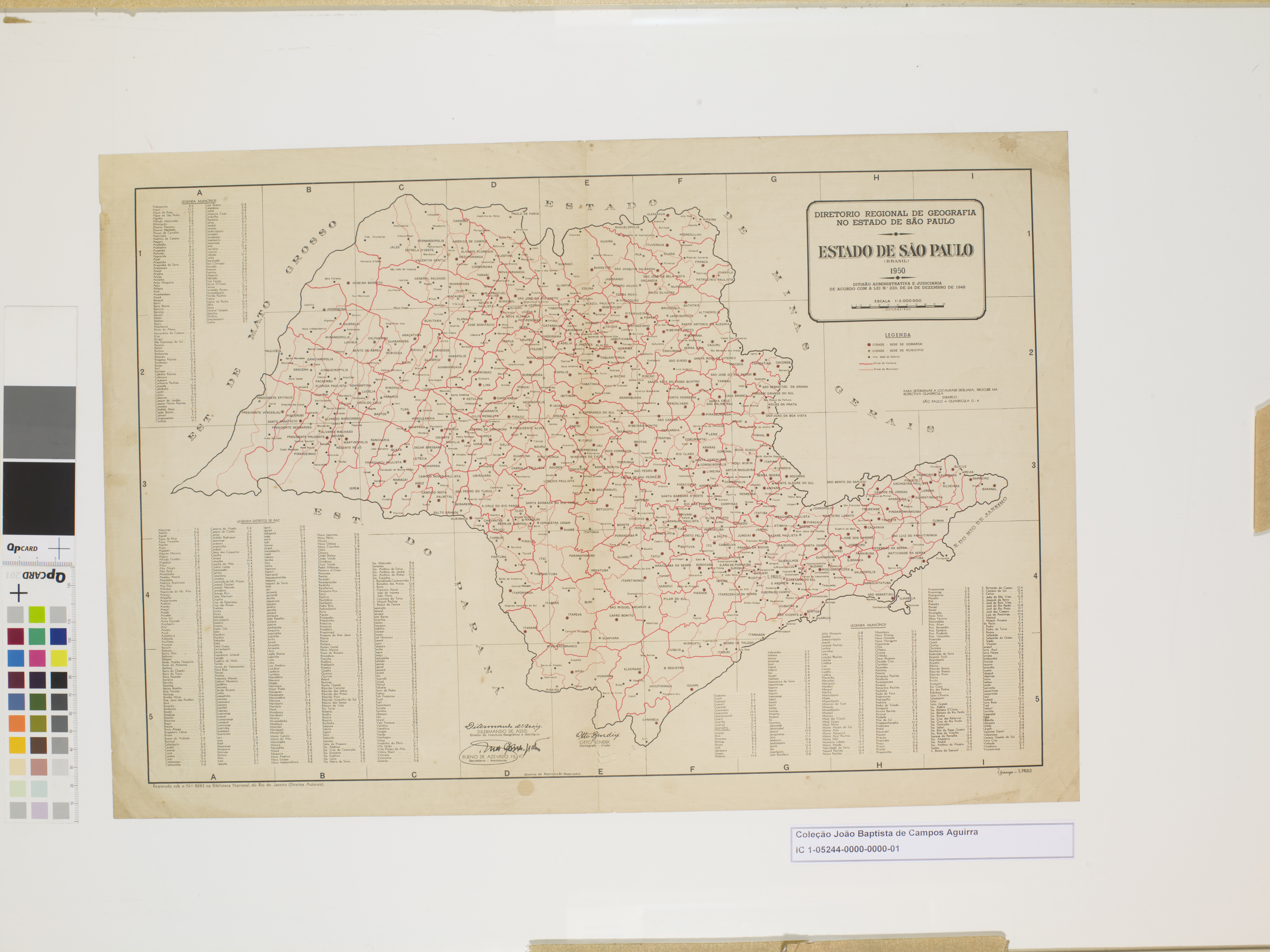
Karte des Bundesstaates São Paulo (1948).

Ursprünglich durch die Landwirtschaft geprägt (Anbau von Zuckerrohr), hat sich der Munizip zu einem Dienstleistungs- und Industriestandort entwickelt. Mehrere Firmen wie die Pedra Agroindustrial für Zuckerrohrverarbeitung und Ethanolherstellung in ihrem Werk Usina da Pedra haben sich angesiedelt. Pläne zu einem Frachtumschlagsplatz für die Region unter Einbeziehung der Bundesstaaten São Paulo und Minas Gerais, eigentlich auch für die gesamte Südostregion, haben sich noch nicht verwirklicht.

## Bevölkerung

### Bevölkerungsentwicklung
| Jahr | Einwohner | Stadt  | Land  |
| --- | --------- | ------ | ----- |
| 1950 | 5.403     | 1.247  | 4.156 |
| 1960 | 7.412     | 3.210  | 4.202 |
| 1970 | 8.995     | 6.698  | 2.297 |
| 1980 | 14.379    | 12.792 | 1.587 |
| 1991 | 23.219    | 22.233 | 986   |
| 2000 | 32.603    | 31.819 | 784   |
| 2010 | 38.891    | 38.479 | 412   |
| 2021 | 46.166    | ?      | ?     |
| Hier fehlt eine Grafik, die leider im Moment aus technischen Gründen nicht angezeigt werden kann. Wir arbeiten daran! |           |        |       |

Quelle: IBGE (2011)

### Ethnische Zusammensetzung
Ethnische Gruppen nach der statistischen Einteilung des IBGE (Stand 2000 mit 32.603, Stand 2010 mit 38.891 Einwohnern):
| Gruppe      | Anteil 2000 | Anteil 2010 | Anmerkung                        |
| ----------- | ----------- | ----------- | -------------------------------- |
| Brancos     | 18.156      | ▲ 19.458    | Weiße, Nachfahren von Europäern  |
| Pardos      | 11.258      | ▲ 16.404    | Mischrassige, Mulatten, Mestizen |
| Pretos      | 2.329       | ▲ 2.797     | Schwarze                         |
| Amarelos    | 17          | ▲ 200       | Asiaten                          |
| Indígenas   | 31          | ▼ 19        | indigene Bevölkerung             |
| ohne Angabe | 279         | –           |                                  |

## Politik

### Kommunalverwaltung
Bei den Kommunalwahlen in Brasilien 2020 wurde Leonardo Caressato Capitelli (auch Léo Capitelli) vom Movimento Democrático Brasileiro (MDB) zum Stadtpräfekten für die Amtszeit von 2021 bis 2024 gewählt.
Die Legislative liegt bei einem 13-köpfigen Stadtrat, den vereadores der Câmara Municipal.

### Bildung
Serrana ist mit rund 600 weiteren Städten eingebunden in das universitäre Fernstudiumnetzwerk Sistema Universidade Aberta do Brasil (UAB).
Die Analphabetenquote betrug 2010 7,9 %.

## Durchschnittseinkommen und Lebensstandard
Das monatliche Durchschnittseinkommen betrug 2019 den Faktor 2,9 des brasilianischen Mindestlohns (Salário mínimo) von R$ 998,00 (umgerechnet für 2021: rund 481,19 €). Der Index der menschlichen Entwicklung (HDI) ist mit 0,729 für 2010 als hoch eingestuft.
2019 waren 8578 Personen oder 19 % der Bevölkerung als fest im Arbeitsverhältnis stehend gemeldet, 31,5 % der Bevölkerung hatte ein Einkommen von nur der Hälfte des Minimallohns.
Das Bruttosozialprodukt pro Kopf betrug 2018 rund 20.664 R$, das Bruttosozialprodukt der Gemeinde belief sich auf 920.681,26 (×1000) R$.

## Infrastruktur

### Verkehr
Durch Serrana führt die Landesstraße SP-333 (mit Verbindung zur Autobahn Anhanguera und dem Flughafen Leite Lopes), sie verläuft zweispurig bis Ribeirão Preto.

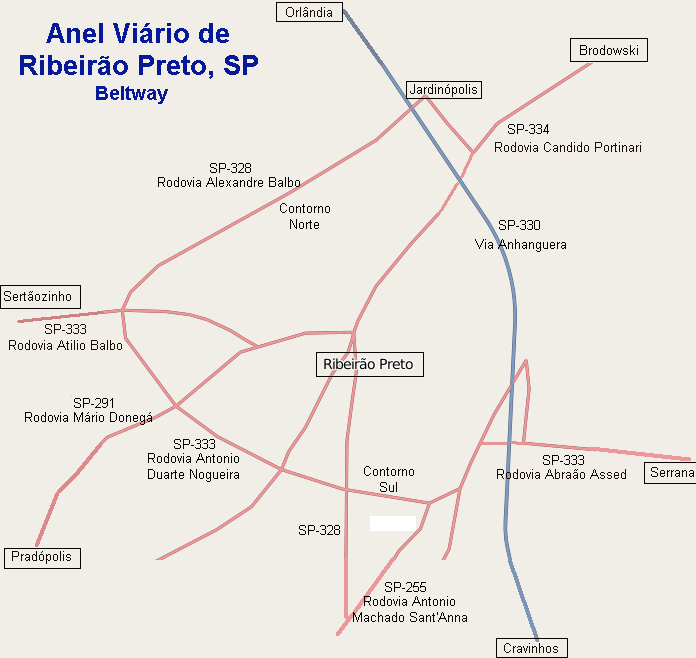
Serrana (rechts unten) hat eine Einbindung in das Umgehungsstraßennetzwerk von Ribeirão Preto

### Gesundheitswesen
Nach neunjähriger Vorbereitungszeit konnte 2019 das der regionalen Gesundsversorgung dienende Hospital Estadual de Serrana mit 10 Intensivbetten eröffnet werden.

## COVID-19-Impfstudie
Die Stadt wurde im Jahr 2021 bekannt als Ort des Projeto S, einer bislang (Juli 2021) unveröffentlichten epidemiologischen Studie des Instituto Butantan, durch die der Einfluss und die Wirksamkeit von Impfungen zur Eindämmung der COVID-19-Pandemie untersucht wird. Dabei soll die Herdenimmunität durch flächendeckende Impfung der über 18-jährigen Serranenser untersucht und der Impfstoff CoronaVac, ein auch als SinoVac bekannter SARS-CoV-2-Impfstoff des chinesischen Arzneimittelherstellers Sinovac Biotech, getestet werden.

## Söhne und Töchter der Gemeinde
- Renan Lodi (* 1998), Fußballspieler